# Palaquium merrillii
Palaquium merrillii là một loài thực vật có hoa trong họ Hồng xiêm. Loài này được Dubard mô tả khoa học đầu tiên năm 1909.

## Hình ảnh

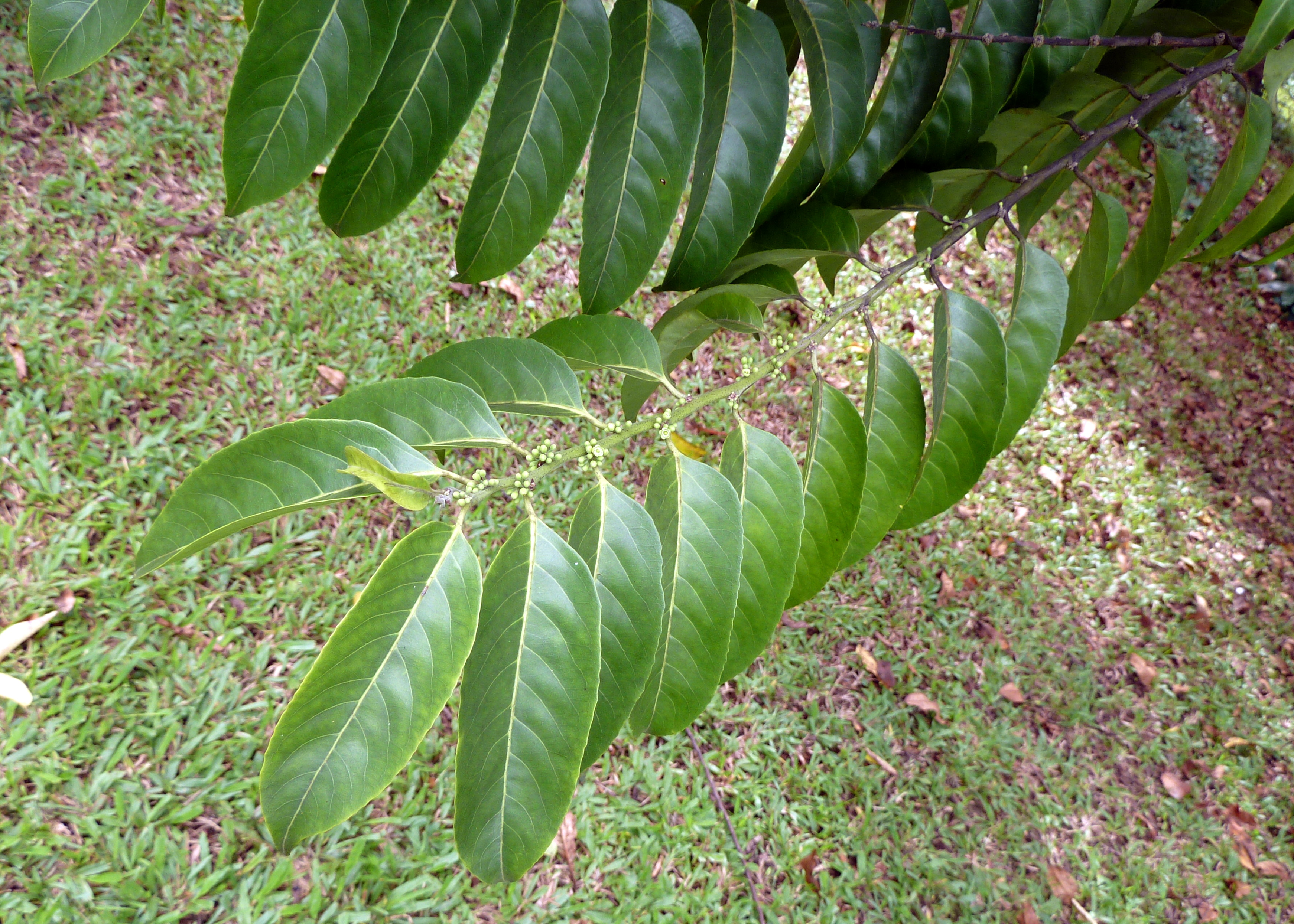
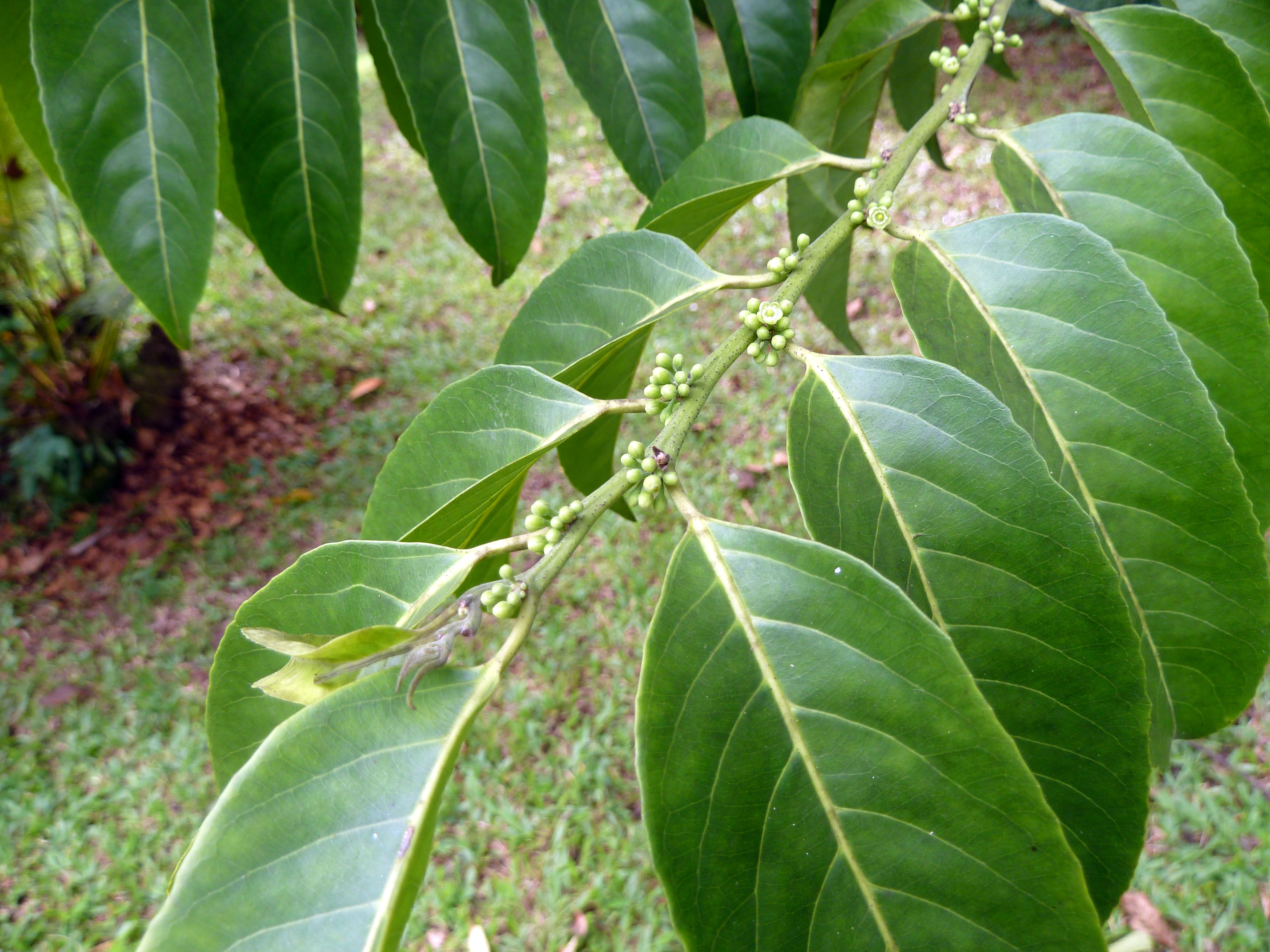
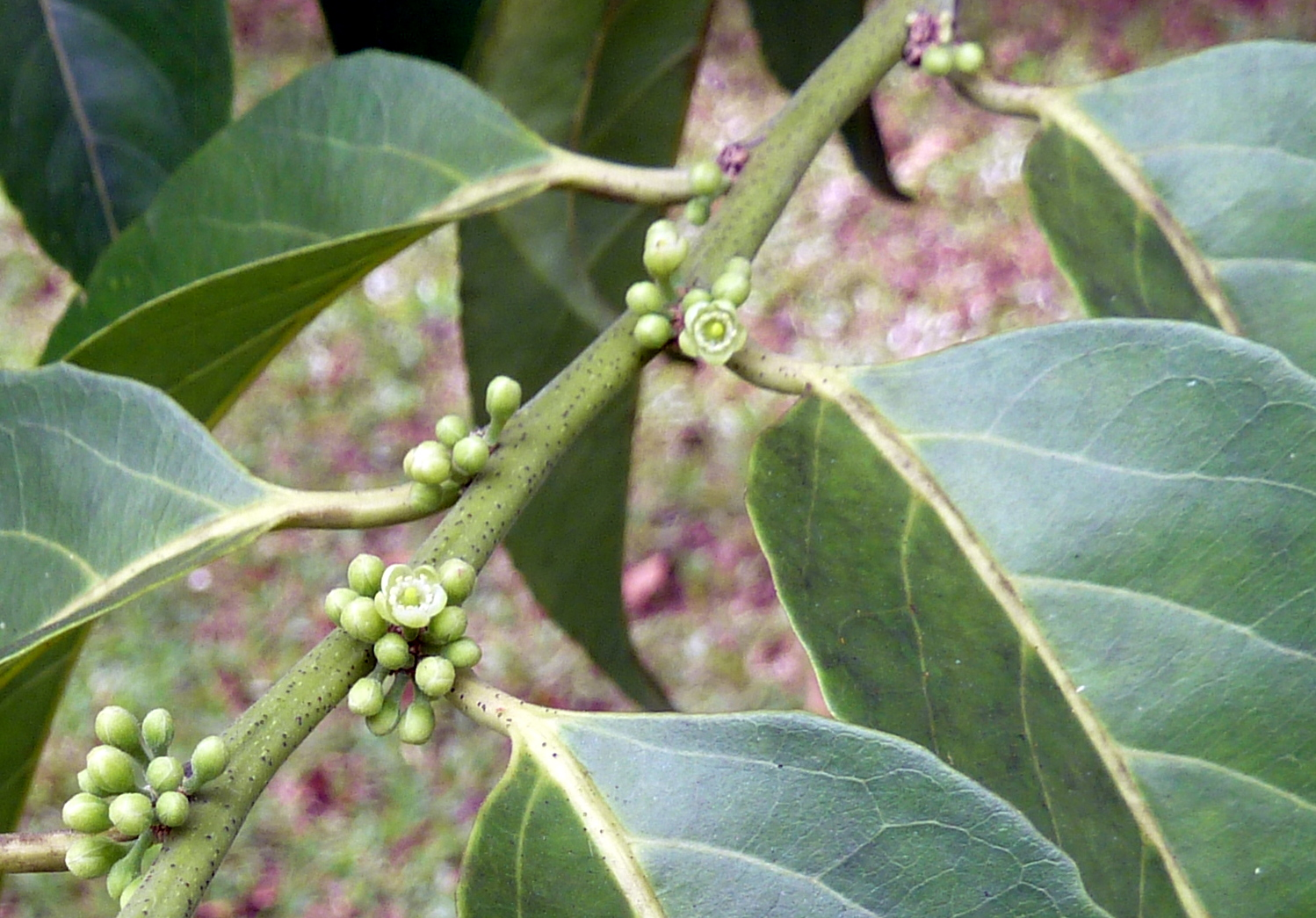
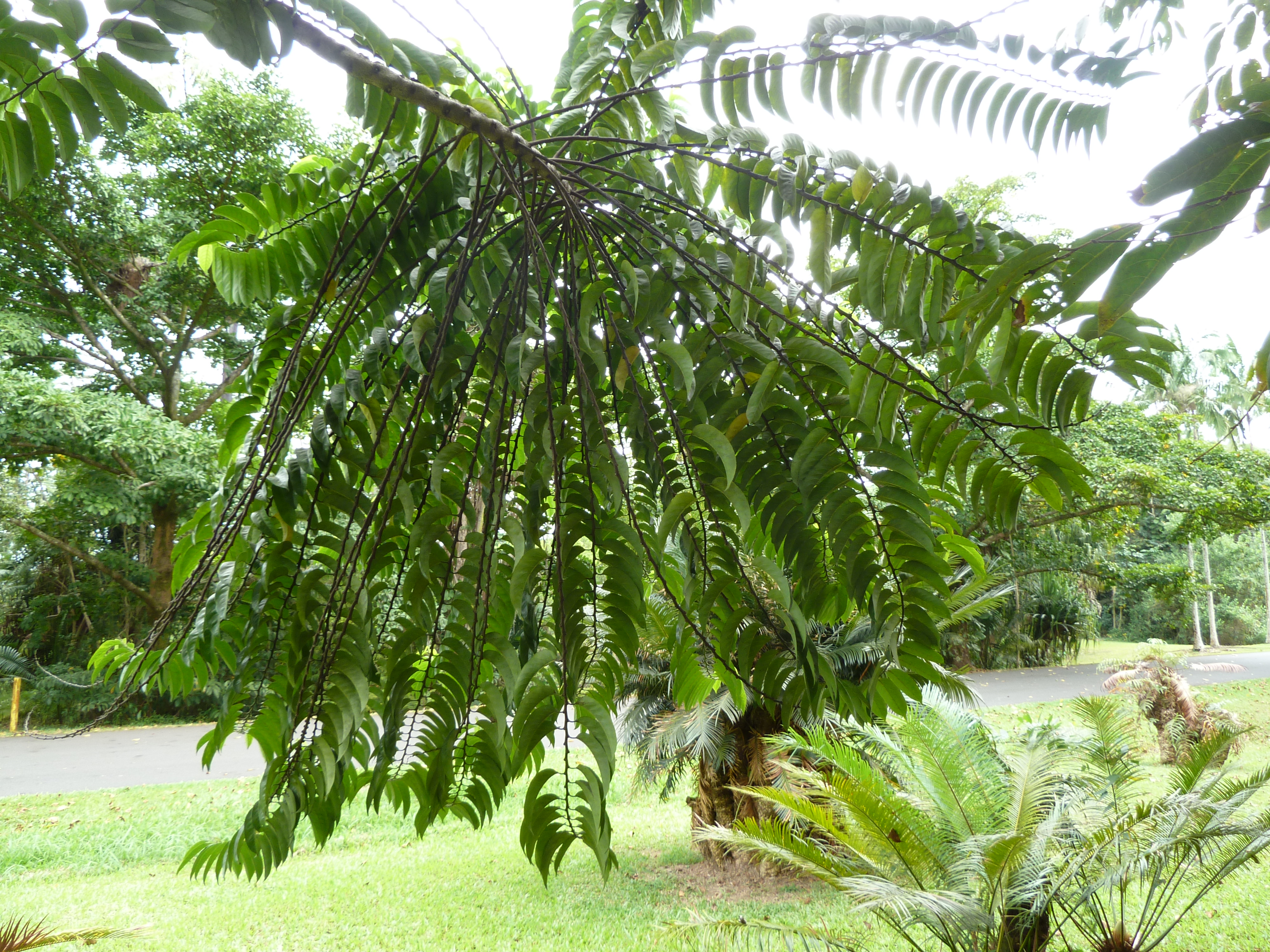